# 得利寺の戦い
得利寺の戦い（とくりじのたたかい）は、日露戦争中の戦いの一つで、旅順に篭っていたロシア軍を援護するために得利寺に陣地を構築中であったシベリア第一軍団とそれを攻撃する日本陸軍第二軍の間で起きた。
日本陸軍第二軍が南山の戦いに勝利したことにより、ロシア軍主力は旅順要塞の二個師団及びロシア太平洋艦隊と切り離されることとなった。再びこれと合流するためスタケリベルク中将率いるシベリア第一軍団が南下し、得利寺付近に陣地の構築を始めた。第二軍は当初陣地を構築しロシア軍の攻勢を迎撃した上で攻勢に出る予定であったが、大本営から敵の陣地構築が完了する前に攻撃するように命令が出たため、得利寺のロシア軍陣地を攻撃することとした。
6月14日に得利寺付近に到着した第二軍は翌15日に火砲による陣地攻撃を開始しそれに対しロシア軍も応戦するが、火砲の数が日本陸軍が200以上擁していたのに対し100足らずであったため、有利な地形を生かすことができなかった。ロシア軍は得利寺駅に火を放って熊岳城に撤退、第二軍の勝利に終わった。
戦闘後追撃を行わなかった第二軍に批判が行われたが、ロシアはこれ以降も旅順の部隊と合流することはなかった。

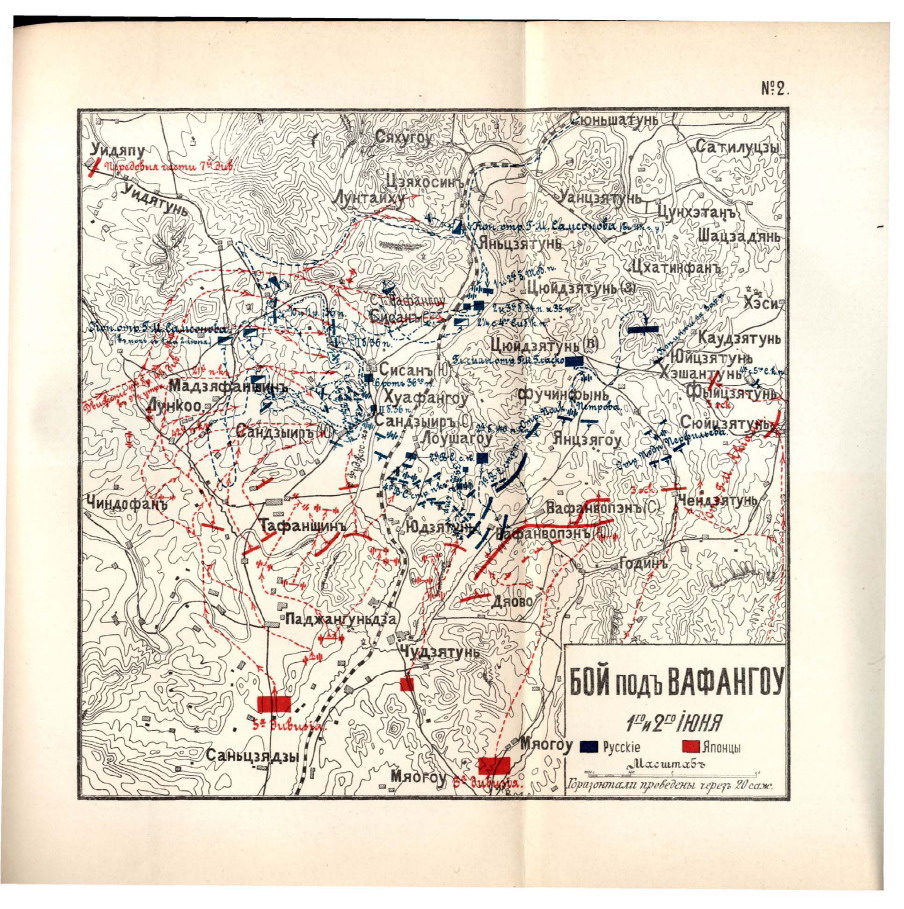
ロシア側の図

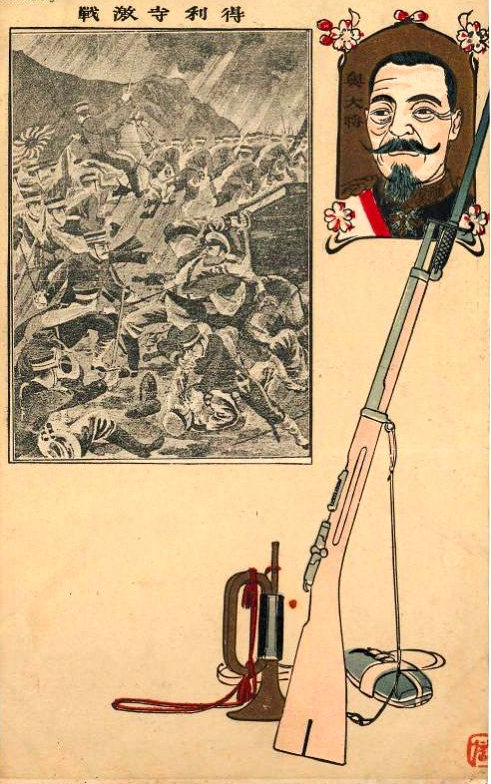
得利寺の戦いの絵葉書

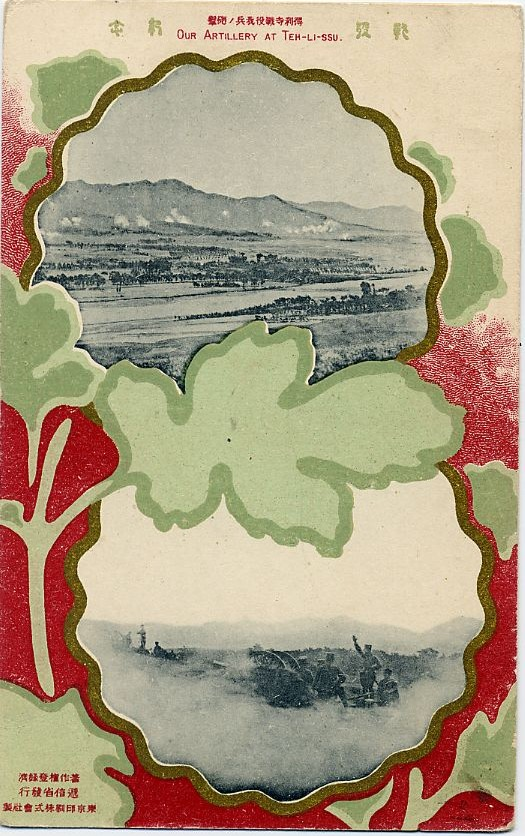
得利寺の戦いの絵葉書